# 범어사 사자암 석조보살좌상
범어사 사자암 석조보살좌상(梵魚寺 獅子庵 石造菩薩坐像)은 부산광역시 금정구, 범어사 사자암에 있는 불상이다. 2014년 3월 19일 부산광역시의 유형문화재 제139호로 지정되었다.

## 개요
이 보살상은 사찰에서는 문수보살로 신앙되어 오는 작품으로 불석으로 제작되었다. 전체적으로 큰 얼굴에 어깨는 좁은 편이며, 넓고 높은 무릎으로 인해 안정감이 있다. 얼굴은 이중으로 이루어진 눈썹과 밑을 향한 작은 눈 그리고 큼직한 코로 구성되었는데, 엄숙함과 더불어 단정한 느낌을 준다. 수인은 두 손을 무릎에 두어 선정인(禪定印)을 하고 있다.
사자암 보살상은 복장물의 원문에 1904년(광무 8) 병혁(柄赫)이 제작한 것으로 기록된 작품이다. 불석을 재료로 결가부좌의 자세에 선정인을 결한 단아한 모습이 특징이며, 단순화된 보관과 신체 표현, 천의를 입은 형식, 보계와 어깨에 늘어진 머리카락의 표현 등에서 조선 후기에서 이행되는 특징을 보여주는 작품이다.
그리고 복장물이 잘 남아 있다 점과, 새롭게 밝혀진 경상도에서 활동한 조각승 병혁과 새로운 불상 자료의 출현, 20세기 부산 지역의 불석재 불상 전통을 계승하고 있다는 측면에서 이 작품은 20세기 초 부산 지역 불상과 조각승 연구에 중요한 자료이며, 현재 범어사 팔상전과 나한전에 남아 있는 20세기 초 불석재 불상들에 대한 연구에도 자료적 가치가 높은 작품이다.

## 같이 보기
- 범어사